# Иски Джин Кэрролл к Дональду Трампу

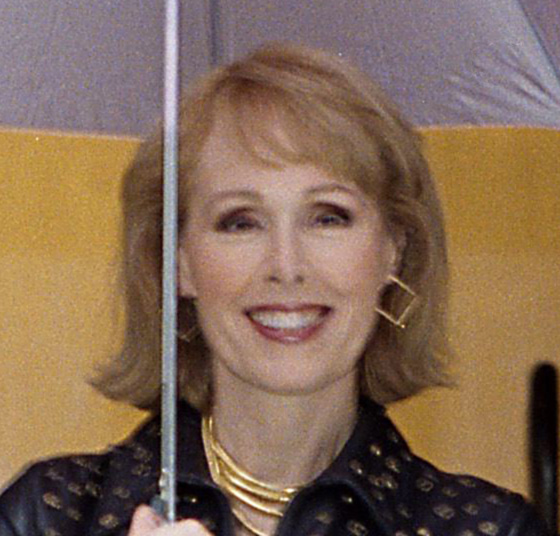
Кэрролл в 2006 году.

Джин Кэрролл против Дональда Трампа (англ. E. Jean Carroll vs. Donald J. Trump) — название двух связанных исков Э. Джин Кэрролл против Дональда Трампа. Вторая часть (Carroll II) была рассмотрена судом в апреле 2023 года; Трамп был признан виновным по двум обвинениям: в сексуальном злоупотреблении и диффамации, в результате чего Кэрролл было присуждено 5 млн долларов возмещения ущерба.

## Ход событий
Э. Джин Кэрролл, которая ранее была колумнистом в нескольких изданиях, в 2019 году опубликовала книгу, в которой утверждала, что в конце 1995 года или начале 1996 года Трамп изнасиловал ее в примерочной магазина в центре Нью-Йорка. Затем она уточнила, что сохранила платье, которое было на ней в тот день. Трамп обвинил Кэрролл во лжи и заявил, что никогда не знал ее лично. После этого Кэрролл в ноябре 2019 года подала иск против Трампа в суд в нью-йоркском районе Манхэттен, обвинив Трампа в клевете и потребовав выплаты ей компенсации. Cудья Каплан принял иск к рассмотрению, однако после этого федеральный апелляционный суд постановил, что необходимо выяснить, являются ли высказывания Трампа о Кэрролл связанными с исполнением им президентских обязанностей (в таком случае он имел право на иммунитет от иска).
В мае 2022 года в штате Нью-Йорк был принят закон, по которому жертвы сексуальных преступлений получили право в течение одного года подавать гражданские иски о возмещении вреда вне зависимости от срока исковой давности. В связи с этим в ноябре 2022 года Кэрролл уточнила свои исковые требования, обвинив Трампа не только во лжи, но и в сексуальном насилии.
9 мая 2023 года присяжные признали Трампа виновным в сексуальном злоупотреблении и диффамации, но не в изнасиловании. Присяжные обязали Трампа выплатить Кэрролл 5 млн. долларов. Трамп заявил, что будет обжаловать это решение.